# Strömbäck-Kont
Strömbäck-Kont este o arie protejată (arie specială de conservare — SAC, sit de importanță comunitară — SCI) din Suedia întinsă pe o suprafață de 476,9 ha, integral pe uscat.

## Localizare
Centrul sitului Strömbäck-Kont este situat la coordonatele 63°40′11″N 20°13′40″E / 63.6696°N 20.2278°E.

## Înființare
Situl Strömbäck-Kont a fost declarat sit de importanță comunitară în decembrie 1995 pentru a proteja 1 specie de plante și 1 specie de animale. Situl a fost protejat și ca arie specială de conservare în martie 2011.

## Biodiversitate
Situată în ecoregiunile boreală și marină baltică, aria protejată conține 13 habitate naturale: Păduri caducifoliate de mlaștină fino-scandinave, Vegetație anuală la limita mareei, Mlaștini turboase de tranziție și turbării mișcătoare, Mlaștini împădurite, Lacuri eutrofice naturale cu vegetație de tip Magnopotamion sau Hydrocharition, Taiga vestică, Lacuri și iazuri distrofice naturale, Lagune de coastă, Insulițe și insule mici din Baltica boreală, Păduri naturale în etape succesive primare ale suprafețelor emergente de coastă, Pășuni de coastă din Baltica boreală, Litoraluri nisipoase din Baltica boreală cu vegetație perenă, Faleze cu vegetație de pe coastele atlantice și baltice.
La baza desemnării sitului se află mai multe specii protejate:
- plante (1): Persicaria foliosa
- nevertebrate (1): Lycaena helle